# 谭学夔
谭学夔（？—1916年4月12日）字典虞，广东新会人，中华民国政治人物。

## 生平
谭学夔早年为日本陆军炮工专科学生。归国后，曾任吉林都督陈昭常的参谋长。
民国五年（1916年）护国战争期间，4月12日，龙济光在广州海珠岛水上警署邀请各界代表，召开广东独立善后问题会议，会议中，当谈及军队改编问题时，发生严重争执，龙济光的警卫军统领颜启汉突然开枪，将护国军代表汤觉顿、谭学夔等当场击毙。是为“海珠惨案”。龙济光将事件起因称为双方“言语冲突，开枪互击”。

## 家庭
- 兄长：谭学衡